# 珀姆里特坎坦
珀姆里特坎坦（法語：Peumerit-Quintin，法語發音：[pømʁit kɛ̃tɛ̃]）是法国阿摩尔滨海省的一个市镇，属于甘冈区。

## 地理
珀姆里特坎坦（48°21'39"N, 3°16'22"W）面积14.8 平方千米，位于法国布列塔尼大區阿摩尔滨海省，该省份为法国西北部沿海省份，位于布列塔尼半岛北部，北濒大西洋英吉利海峡，西接菲尼斯泰尔省，南至莫尔比昂省，东临伊勒-维莱讷省。
与珀姆里特坎坦接壤的市镇（或旧市镇、城区）包括：凯里安、朗里万、梅勒佩斯蒂维安、圣尼科代姆、特雷马尔加特。

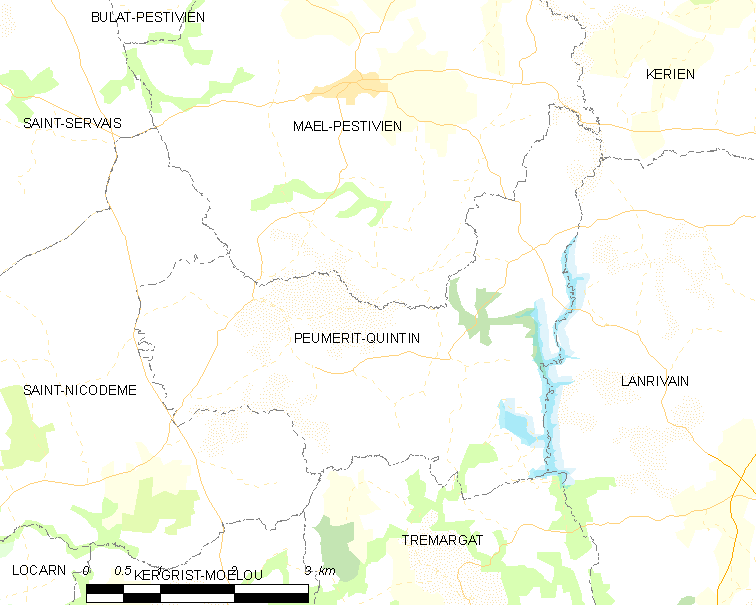
珀姆里特坎坦的OSM定位图

珀姆里特坎坦的时区为UTC+01:00、UTC+02:00（夏令时）。

## 行政
珀姆里特坎坦的邮政编码为22480，INSEE市镇编码为22169。

## 政治
珀姆里特坎坦所属的省级选区为罗斯特勒南县。

## 人口

1962-2008年间珀姆里特坎坦人口变化图示

珀姆里特坎坦于2022年1月1日时的人口数量为184人。